# Ramona Maneiro
Ramona Maneiro Castro (Galicia, 1961) es conocida como un referente en la lucha por  la eutanasia.

## Biografía

### Su relación con Ramón Sampedro
Ramona Maneiro saltó a la fama debido a su relación sentimental con Ramón Sampedro, un marino y escritor español, tetrapléjico desde los 25 años. Debido a su situación y tras años de vivir postrado en una cama, Sampedro decidió acabar con su vida. Para poder suicidarse necesitaba ayuda y asistencia, ya que su condición de tetrapléjico le impedía hacerlo por sí mismo. Pero esto podría acarrear problemas legales a sus asistentes, ya que podrían incurrir en delito según la legislación vigente española. Para solucionarlo y dar a conocer su problema, Sampedro desarrolló una intensa actividad a favor de la eutanasia, tanto a través de los medios de comunicación como judicialmente. 
En su larga lucha por el derecho a una muerte digna, Sampedro estuvo apoyado por diferentes colectivos favorables a la despenalización de eutanasia. Finalmente, Ramón murió en su casa de Boiro el 12 de enero de 1998 por envenenamiento de cianuro potásico, ayudado por su amiga Ramona Maneiro. Ésta fue detenida días después, pero no fue juzgada por falta de pruebas.

### Autoinculpación
Siete años después, una vez que el delito hubo prescrito, Ramona admitió en televisión haber facilitado a Ramón el acceso al veneno que le causó la muerte y haber grabado el vídeo donde este pronunció sus últimas palabras. Tras sus declaraciones, el fiscal pidió reabrir el caso de Ramón Sampedro.

### Prescribe el delito de Ramona Maneiro
Según el portavoz del Consejo General del Poder Judicial (CGPJ), Enrique López, las confesiones de Maneiro pudieron derivar en una investigación, e incluso ser enjuiciada, pero «en ningún caso condenada». En España, el plazo para la prescripción del delito es de cinco años si la pena que se hubiera impuesto hubiese sido de más de tres y menos de cinco años de cárcel. El periodo empieza a contar el día del sobreseimiento de la causa, el 12 de noviembre de 1999. Por ello, Ramona Maneiro es libre desde el 12 de noviembre de 2004.

### Polémica con la familia de Ramón Sampedro
La familia de Sampedro siempre estuvo en contra de la decisión de éste de poner fin a su vida. También acusó a Ramona Maneiro de asesinato.

## Obras que recogen los acontecimientos

### Películas
- Condenado a vivir. En 2001, Roberto Bodegas llevó al cine la historia de Ramón con el telefilme Condenado a vivir, protagonizada por Ernesto Chao que daba vida a Ramón Sampedro.

- Mar adentro. En 2004, Alejandro Amenábar llevó al cine la historia de Ramón con la película Mar adentro, protagonizada por Javier Bardem que daba vida a Ramón Sampedro. La película fue alabada por público y crítica y recibió varios premios, entre ellos el Óscar a la mejor película extranjera y 14 premios Goya.

### Libros
- Ramón Sampedro, Cartas desde el Infierno. Ed. Planeta. 1996
- Ramona Maneiro, Querido Ramón. Un testimonio de amor, Ed. Temas de Hoy (Planeta). 2005 ISBN 84-8460-442-X[12]